# 彼に守ってほしい10のこと
「彼に守ってほしい10のこと」（かれにまもってほしいじゅうのこと）は、2014年8月6日にGIZA studioから発売された植田真梨恵のメジャー1枚目のシングル。

## 概要
植田のメジャーデビュー作品。プロモーションビデオでは冒頭で上着1枚を脱ぐシーンがある。KBS京都『京スポ』7月度エンディングテーマ。

## 収録曲
全曲　作詞・作曲：植田真梨恵
1. 彼に守ってほしい10のこと
編曲：いっせーのーせ[1]
2. ダラダラ -demo-
編曲：植田真梨恵
3. アリス
編曲：麻井寛史
4. 彼に守ってほしい10のこと (inst.)

## レコーディング参加
- 岡本仁志 - ギター(#1)[2]
- 麻井寛史（Sensation） - ベース